# 신인령
신인령(辛仁羚, 1943년 3월 1일 ~ , 강원도 강릉) 은 대한민국의 법학자이다. 이화여자대학교 제12대 총장이다. 본관은 영월.

## 학력
- 1967년: 이화여자대학교 법학 학사
- 1974년: 이화여자대학교 대학원 법학 석사
- 1985년: 이화여자대학교 대학원 법학 박사

## 경력
- 1985년 9월 ~ 2002년 7월:이화여자대학교 법학과 교수
- 1994년 3월 ~ 1995년:일본 히토쓰바시대학교 객원연구교수
- 1994년 ~ 2000년:노동부 고용정책 심의위원
- 1999년 12월 ~ 2002년 7월:중앙노동위원회 공익위원
- 2000년 8월 ~ 2002년 8월:법무부 변호사징계 위원회 위원
- 2000년 9월:한국가정법률 상담소 이사
- 2001년 12월 ~ 2002년 12월:한국노동법학회 회장
- 2002년 8월 ~ 2006년 7월:이화여자대학교 총장
- 2003년 1월:한국과학기술원 이사
- 2003년 6월:환경운동연합 공동대표
- 2003년 7월:제11기 민주평화통일 자문회의 여성부의장
- 2004년 4월:성곡학술문화재단 이사
- 2004년 6월:과학기술기획평가원 이사
- 2005년 5월:한국과학재단 최고과학자위원회 위원